# Ardeatino

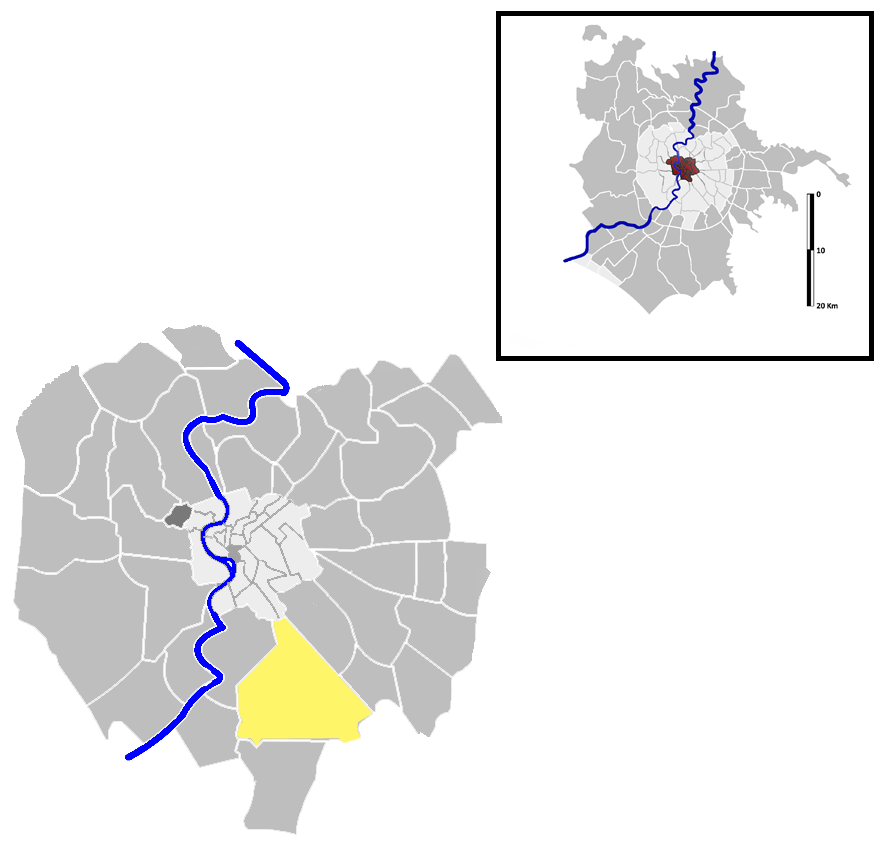
Quartiere Ardeatino

Ardeatino é o vigésimo quartiere de Roma e normalmente indicado como Q. XX. Seu nome é uma referência à Via Ardeatina.

## Geografia

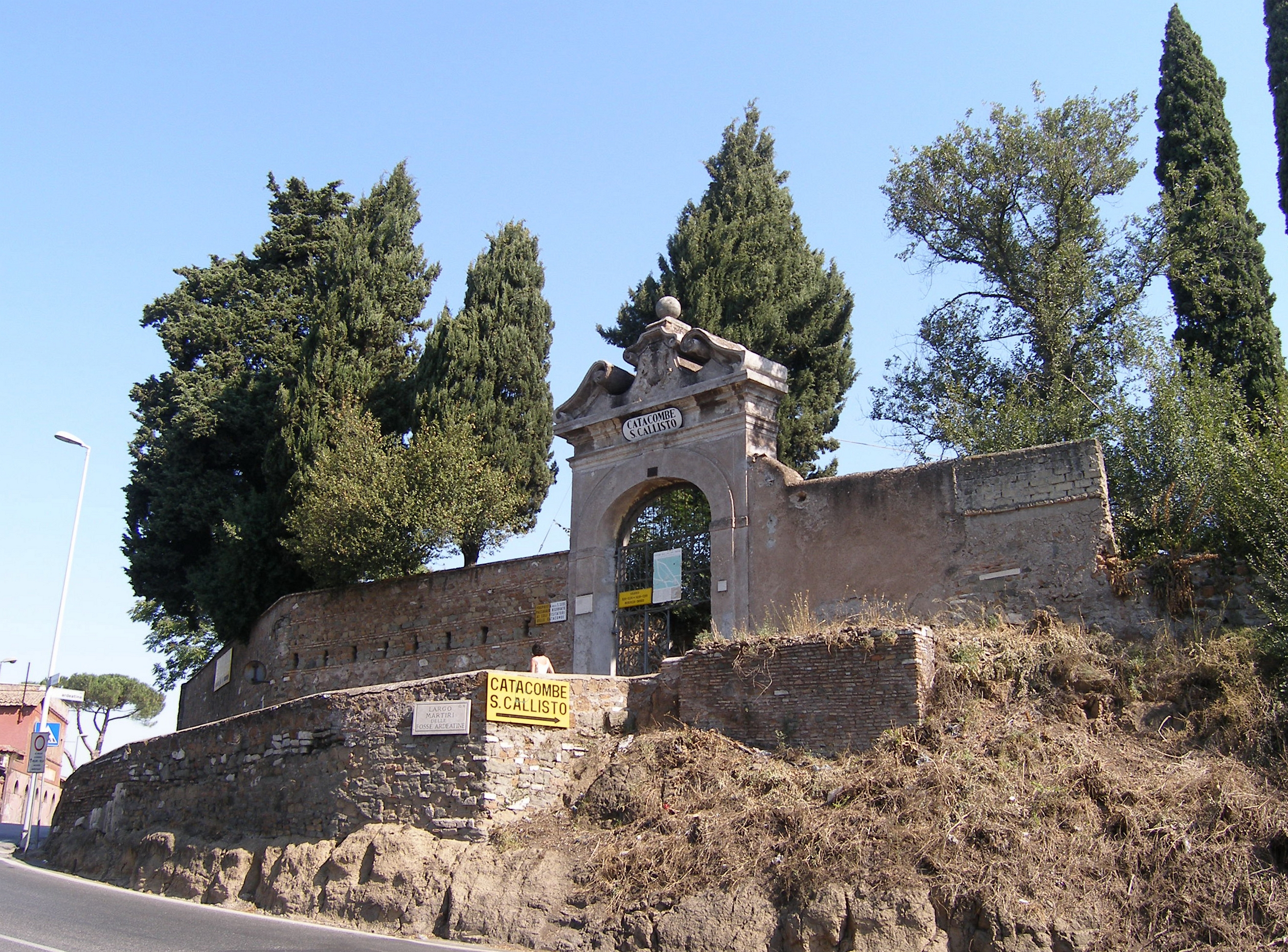
Catacumba de São Calisto

O quartiere Ardeatino fica localizado na região sul de Roma, encostado na Muralha Aureliana. Suas fronteiras são:
- ao norte está o rione San Saba, separado pela Muralha Aureliana (Via di Porta Ardeatina).
- a leste estão os quartieres Q. IX Appio-Latino, separado pela Via Appia Antica, da Muralha Aureliana (Porta San Sebastiano) até a Via Cecilia Metella, e Q. XXVI Appio-Pignatelli, separado pela mesma Via Appia Antica, da Via Cecilia Metella até a Via Tor Carbone.
- a sudeste está a zona urbana Z. XXI Torricola, separada pela Via Tor Carbone, da Via Appia Antica até pouco antes da Via Evodia.
- ao sul está a zona Z. XXII Cecchignola, separada pela Via di Tor Carbone, de um ponto um pouco antes da Via Evodia até a Via Ardeatina, e o quartiere Q. XXXI Giuliano-Dalmata, separado pela Via di Vigna Murata inteira, da Via Ardeatina até a Via Laurentina.
- a oeste estão os quartieres Q. XXXII Europa, separado pela Via Laurentina, da Via di Vigna Murata até a Viale dell'Atletica, e Q. X Ostiense, separado também pela Via Laurentina, da Viale dell'Atletica até a Via Cristoforo Colombo, e por esta última, da Via Laurentina até a Muralha Aureliana (Via di Porta Ardeatina).

## História
Durante a Segunda Guerra Mundial, nos primeiros dias de setembro de 1943 e depois do Armistício de Cassibile, que retiraria o Reino da Itália da guerra e acabou provocando a ocupação alemã de Roma, o quartiere, como muitas outras regiões ao sul da capital, foi o palco de diversos combates entre a resistência italiana e as forças de ocupação alemãs. Logo depois da guerra, foi construído numa praça conhecida como Montagnola um monumento aos mortos circundado por um parque público para recordar os trágicos eventos deste dia.
Em 24 de março de 1944, perto das "Fossas Ardeatinas", as forças alemãs foram responsáveis por uma dura represália que ficou conhecido como "Massacre das Fosses Ardeatinas".

## Vias e monumentos
- Coluna de Pio IX (Via Appia Antica)
- Monumento aos Mártires das Fossas Ardeatinas
- Monumento dos Mortos de Montagnola
- Parco regionale dell'Appia antica
- Parco Scott
- Tor Marancia
- Via Ardeatina
- Via Laurentina
- Zampa di Bove

### Antiguidades romanas
- Basílica paleocristã da Via Ardeatina
- Catacumba de Balbina
- Catacumba de Domitila
- Catacumba da Nunziatella
- Catacumba de São Calisto
- Catacumba dos Santos Marcos e Marceliano
- Catacumba de São Sebastião
- Mausoléu de Santo Urbano Mártir
- Sepulcro de Hilário Fusco
- Sepulcro de Priscila
- Túmulo dos Licínios

## Edifícios

### Palácios evillas
- Casale de Merode (ou Casale di Tor Marancia, na Via delle Sette Chiese)
- Casale della Vignacce (Via Ardeatina)
- Casale di Vigna Viola (Via Ardeatina)
- Casale Torlonia (Via Appia Antica)
- Casale Caribelli (Viale Pico della Mirandola)
- Villa di Tor Carbone (Domus marmeniae)[4]

### Outros edifícios
- Abadia das Três Fontes
- Forte Appia Antica
- Forte Ardeatina
- Mosteiro Salesiano de São Calisto
- Pontificia Facolta Teologica San Bonaventura‎

### Igrejas
- Annunziatella
- Santissima Annunziata a Via Ardeatina
- Santa Francesca Romana
- Gesù Buon Pastore
- Cappella dell'Istituto dei Ciechi Sant'Alessio
- San Josemaria Escrivà
- Cappella della Madonna di Fatima
- Santa Maria Scala Coeli
- Santi Martiri dell'Uganda
- Nostra Signora di Lourdes a Tor Marancia
- San Paolo alle Tre Fontane
- San Sebastiano fuori le Mura
- Sant'Urbano alla Caffarella
- San Vigilio
- Santi Vincenzo e Anastasio alle Tre Fontane

Igrejas desconsagradas
- San Nicola a Capo di Bove